# ایرانیان آمریکا
ایرانیان آمریکا شامل شهروندان و گروه‌های مهاجر ایرانی به ایالات متحده آمریکا هستند، همچنین اشخاصی را می‌توان ایرانی_آمریکایی برشمرد که به واسطه مهاجرت یکی از والدین خود، در این کشور متولد شده‌اند.
ایرانیان آمریکایی شهروندان ایالات متحده یا اتباع ایرانی هستند یا دارای تابعیت ایرانی هستند. بر اساس برخی منابع ایرانی‌های آمریکایی جزو تحصیل‌کرده‌ترین افراد در ایالات متحده هستند و تعداد قابل توجهی از آن‌ها در تجارت، دانشگاه، هنر و… مورد فعالیت‌های درخور توجهی انجام داده‌اند.
اکثر ایرانیان آمریکایی پس از سال ۱۹۷۹ در نتیجه انقلاب ایران و سقوط سلطنت ایران وارد ایالات متحده شدند و بیش از ۴۰ درصد در کالیفرنیا به ویژه لس آنجلس ساکن شدند. آنها که قادر به بازگشت به ایران نیستند، بسیاری از گروه‌های قومی متمایز مانند جامعه تهرانجلس لس آنجلس را ایجاد کرده‌اند.
بر اساس اعلامیه سال ۲۰۱۲ سازمان ثبت احوال ایران، ایالات متحده بیشترین تعداد ایرانیان خارج از کشور را دارد. وزارت امور خارجه ایران در سال ۲۰۲۱ آمار جدیدی را منتشر کرد که نشان می‌دهد بر اساس آخرین داده‌ها، یک میلیون و ۵۰۰ هزار ایرانی متولد ایران در آمریکا زندگی می‌کنند. با این حال، این تعداد فقط نشان دهنده جمعیت متولد شده ایرانی است که در مقطعی به ایالات متحده نقل مکان کرده‌اند و تعداد ایرانیان متولد ایالات متحده و سایر گروه‌های دارای اجداد ایرانی را شامل نمی‌شود.

## جمعیت
بسیاری از سازمان‌ها، رسانه‌ها و محققان ایرانی و غیرایرانی تخمین‌هایی از ۱۰۰۰۰۰۰ و بالاتر ارائه می‌کنند. کنت کاتزمن، متخصص امور خاورمیانه و بخشی از سرویس تحقیقاتی کنگره، در دسامبر ۲۰۱۵، تعداد آنها را بیش از ۱۰۰۰۰۰۰ تخمین زد.
آمار رسمی جمعیت ایرانیان آمریکا در سرشماری سال ۲۰۰۰ میلادی بیش از ۳۷۰ هزار نفر بود. این تعداد شامل افرادی است که داوطلبانه خود را «ایرانی» (یا ایرانی‌تبار) معرفی کردند. اما در سرشماری رسمی سال ۲۰۱۰ آمریکا این رقم به ۲۸۹٬۴۶۵ نفر کاهش پیدا کرده‌است.
اما دفتر حافظ منافع ایران در آمریکا واقع در واشینگتن، دی.سی. مدعی است که ۹۰۰٬۰۰۰ پرونده گذرنامه ایرانی از ایرانیان آمریکا در اختیار دارد. شورای ملی ایرانیان آمریکا معتقد است که جمعیت ایرانی-آمریکایی‌ها بیش از یک میلیون نفر است.
برخی گزارش‌ها جمعیت ایرانیان در جنوب کالیفرنیا را به تنهایی تا نیم میلیون نفر گزارش کرده‌اند. یک مطالعه غیررسمی در مؤسسه فناوری ماساچوست نیز این تعداد را در جنوب کالیفرنیا ۶۰۰٬۰۰۰ نفر ذکر کرده‌است. درحالی که آمارهای رسمی، تعداد ایرانیان در کل ایالت کالیفرنیا را کمتر از ۱۶۰ هزار نفر عنوان کرده‌است. در حالی که این آمار از سوی دبیرخانه شورای عالی امور ایرانیان خارج از کشور، ۱٬۵۰۰٬۰۰۰ نفر ذکر شده‌است.
صحت هیچ‌یک از این تخمین‌ها به‌طور رسمی و اصولی تأیید نشده‌است.

## پیشینه

### تاریخچه اولیه
ایرانیان سال‌های زیادی است که در جامعه آمریکا حضور دارند. اولین ایرانی معروفی که به آمریکا مهاجرت کرده‌است، شخصی موسوم به «مارتین ارمنی» (Martin the Armenian)، تولیدکننده تنباکوی ایرانی ارمنی‌تبار بود. او در سال ۱۶۱۸ میلادی هنگامی که شهر جیمزتاون، ویرجینیا تنها مستعمره‌ای یازده ساله بود، به آنجا رسید. نخستین فرد ایرانی که رسماً تابعیت ایالات متحده آمریکا را پذیرفت، میرزا محمدعلی سیاح (معروف به حاجی سیاح) بود که در جنبش مشروطه ایران نیز شرکت داشت. حاجی سیاح در ۲۳سالگی، سفرِ هجده‌سالهٔ خود به دور دنیا (اقصی نقاط اروپا و آمریکای شمالی و همچنین کشورهای شرق ازجمله ژاپن و هندوستان) و سفرهای فراوانش در سراسر ایران را آغاز کرد و به همین دلیل به حاجی سیاح معروف شده‌است. وی نخستین بار از طریق نیویورک وارد آمریکا شد و تا سانفرانسیسکو نیز در سفرهای خود پیش رفت؛ جایی که در ۲۶ می ۱۸۷۵ تابعیت آمریکا را در دادگاه ناحیهٔ ۱۲ کالیفرنیا رسماً پذیرفت. حاجی سیاح حتی در دو نوبت موفق به دیدار با رئیس‌جمهور آمریکا، پرزیدنت اولیسس گرنت نیز گردید.

## مهاجرت اقلیت‌های مذهبی
بر اساس «برنامه لوتنبرگ برای ایرانی‌ها» که سال ۱۹۹۰ در کنگره ایالات متحده آمریکا تصویب شد، اتریش به‌عنوان مسیری برای عبور مردم یهودی، مسیحی و بهایی ایران به آمریکا عمل می‌کند.

## ایرانیان در عرصه سیاست آمریکا

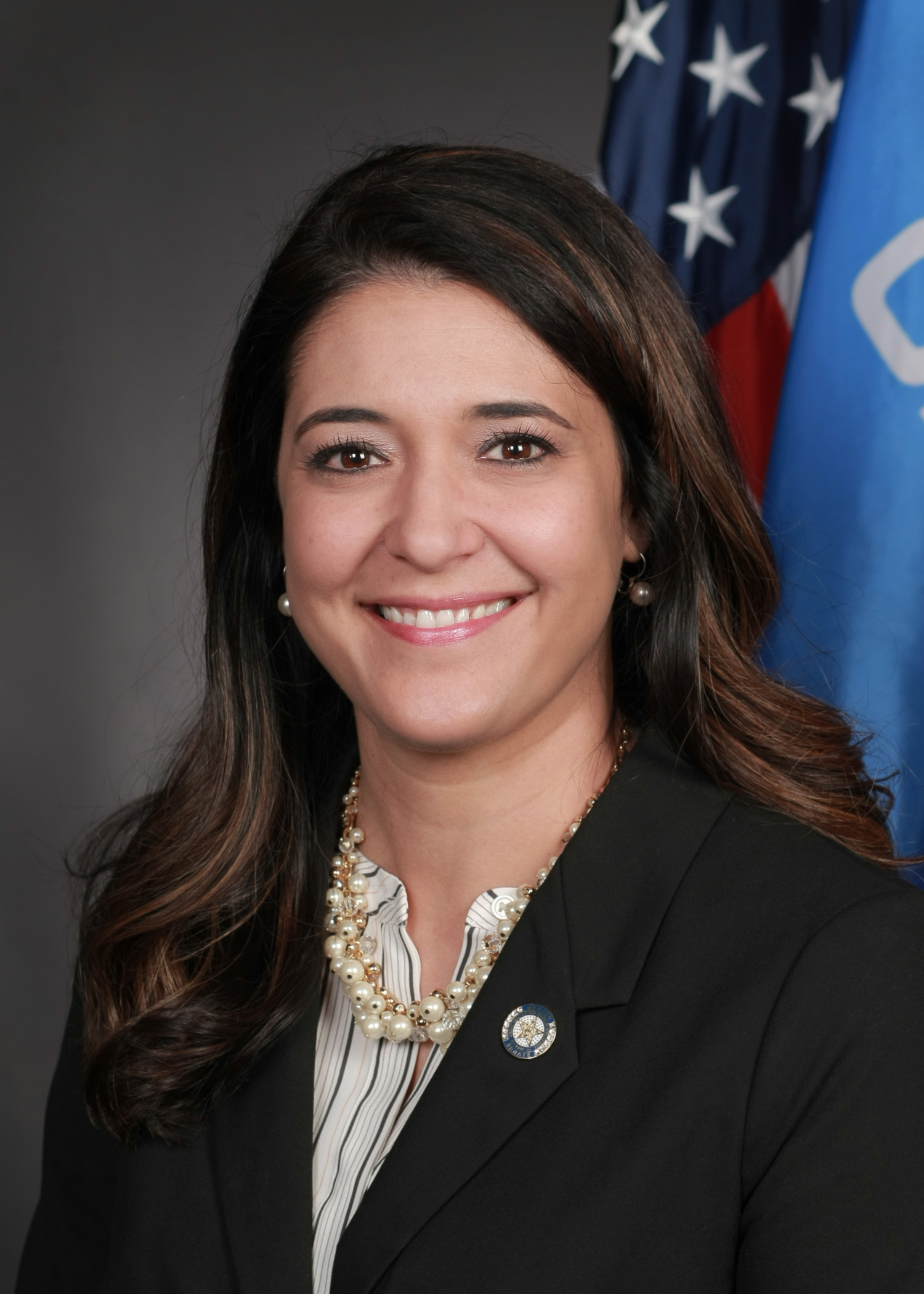
استفانی بایس، اولین ایرانی آمریکایی عضو مجلس نمایندگان ایالات متحده آمریکا

برخی ایرانیان آمریکایی در مقام‌های سیاسی مهمی مانند معاونت وزیر در کابینه دولت ایالات متحده هم حضور داشته‌اند. درحال حاضر، ارشدترین سیاستمداران ایرانی‌تبار در آمریکا عبارتند از:
- استفانی بایس، نماینده اکلاهما در مجلس نمایندگان ایالات متحده آمریکا
- زهرا کارینشاک، عضو مجلس سنای ایالت جورجیا
- آنا کاپلان، عضو مجلس سنای ایالت نیویورک
- آدرین نازاریان، عضو مجلس نمایندگان ایالت کالیفرنیا
- سیروس حبیب، معاون فرماندار ایالت واشینگتن از ۲۰۱۷ تا ۲۰۲۱
- گلی عامری، دستیار سابق امور آموزشی و فرهنگی وزیر امور خارجه آمریکا
- سیروس امیرمکری، دستیار سابق وزیر خزانه‌داری ایالات متحده آمریکا در زمینه موسسه‌های مالی
- جمشید دلشاد، شهردار سابق بورلی هیلز در کالیفرنیا[۲۷]
- باب یوسفیان، شهردار سابق گلندیل در کالیفرنیا
- راس میرکریمی، کلانتر سان فرانسیسکو از ۲۰۱۲ تا ۲۰۱۶
- ناتاشا کامرانی، معاون دوم در سازمان آموزش و پرورش در تگزاس[۲۸]
- فرید جواندل، عضو ارشد شورای شهر آلبانی، کالیفرنیا[۲۹]
- سوزان اعتضادی، قاضی ارشد دیوان عالی ایالات متحده آمریکا در شهرستان سن‌ماتئو، کالیفرنیا[۳۰]
- شیلا مشکین هنسون، قاضی ارشد دیوان عالی ایالات متحده آمریکا در شهرستان اورنج، کالیفرنیا[۳۱]
- تامیلا ابراهیمی، قاضی ارشد دیوان عالی ایالات متحده آمریکا در سن‌دیگو[۳۲][۳۳]
- ولی‌رضا نصر، مشاور ارشد ریچارد هولبروک در کابینه باراک اوباما[۳۴]

با این حال ایرانیان آمریکا هنوز یک اتحادیه یا انجمن واحد و منسجم در صحنه سیاست آمریکا ندارند. بسیاری خلأ حضور ایرانیان در صحنه سیاسی آمریکا را بخاطر کشمکش‌های داخلی و چنددستگی درونی بین خودشان دانسته‌اند.

## توزیع جغرافیایی

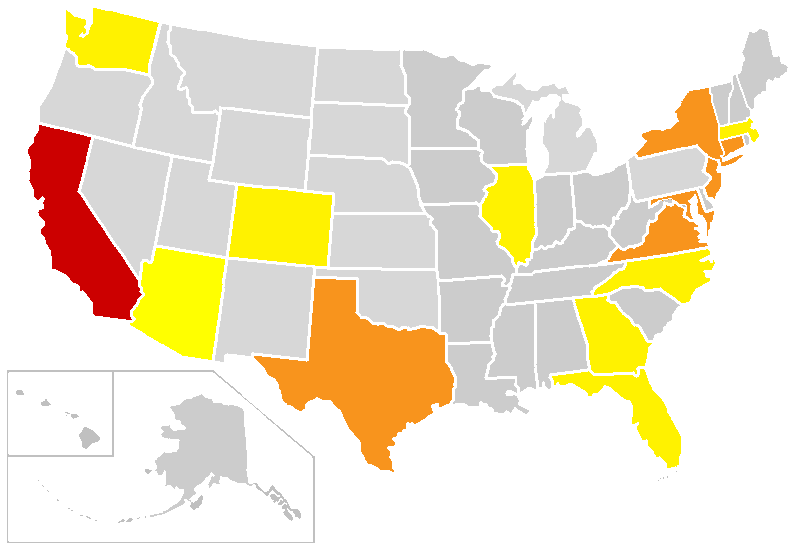
توزیع درصدی جمعیت ایرانیان در آمریکا
بالای ۴۹٪ کل جمعیت ایرانیان آمریکا (کالیفرنیا)
۶٪ تا ۹٪ کل جمعیت ایرانیان آمریکا (تگزاس، نیویورک و حومه، ویرجینیا و مریلند)
۲٪ تا ۵٪ کل جمعیت ایرانیان آمریکا (فلوریدا، کارولینای شمالی، ماساچوست، کلرادو، آریزونا)
کمتر از ۱٪ اما باز قابل توجه

از نظر توزیع جغرافیایی، نیمی از کل ایرانیان مقیم آمریکا در کالیفرنیا متمرکز شده‌اند. در این میان تهرانجلس دارای شهرت همگانی در میان ایرانیان است. با این حال گروه‌های بسیار بزرگی از ایرانیان آمریکایی نیز در ایالت نیویورک، شهرهای مختلف تگزاس، و مناطق همجوار واشینگتن دی سی در ویرجینیا و مریلند و نیز در شهرهای سیاتل و آتلانتا سکونت دارند و تقریباً هر دانشگاه بزرگ آمریکایی یک باشگاه دانشجویی یا انجمن ایرانی یا فارسی‌زبان دارد.
گاه نیز دیده شده‌است که برخی زیرگروه‌های خاص مذهبی یا اقوام معین در برخی شهرها با جمعیت بیشتری متمرکز شده‌اند. به‌طور نمونه، شهر نشویل در تنسی دارای جمعیت بالایی (نزدیک به ۸۰۰۰ نفر) لر بویراحمدی (و در واقع بیشترین تمرکز جمعیتی لرهای بویر احمدی در میان شهرهای آمریکا) است. هر چند کالیفرنیا دارای بیشترین جمعیت لر زبانان ایران است اما لرهای بویراحمدی که بهایی مذهب‌اند اکثراً ساکن نشویل هستند. لرها از قدیمی‌ترین ایرانیان ساکن آمریکا هستند و اکثراً به‌خاطر انقلاب و جنگ ایران و عراق از اهواز و آبادان و مسجد سلیمان به آمریکا آمده‌اند. همچنین در سال‌های اخیر، مندائیان زیادی در شهر سن‌آنتونیو در تگزاس ساکن شده‌اند.

### ایرانیانکالیفرنیا
ایرانیان اغلب به جهت خوش آب و هوا بودن و تشابه اقلیمی کالیفرنیا به ایران جذب این ایالت می‌شوند. حتی هوای آلوده و ترافیک سرسام‌آور کلانشهر لس‌آنجلس بی‌شباهت به تهران نیست. اکثر ایرانیان این ایالت در جنوب کالیفرنیا، یعنی داخل و اطراف لس‌آنجلس اسکان دارند اما جمعیت قابل توجهی از ایرانیان نیز در شمال کالیفرنیا در سان‌فرانسیسکو و سن‌خوزه زندگی می‌کنند. این دسته، بیشتر جذب صنایع پیشرفته و مشاغل مبتنی بر فناوری در دره سیلیکون (سیلیکون‌ولی) و دانشگاه‌های معتبر این مناطق می‌شوند. ایرانیان تقریباً در تمامی شهرهای کالیفرنیا حضور دارند. برای نمونه در فرزنو به‌تنهایی نزدیک به ۳۰۰۰ ایرانی زندگی می‌کنند؛ شهرهای ساکرامنتو و سن‌دیگو تعداد بیشتری ایرانی را در خود جای داده‌اند.

### ایرانیانتگزاس
تگزاس دارای جمعیت زیادی فارسی‌زبان و ایرانی‌تبار (افغان، ارمنی، کرد، آذری و غیره) است. تعداد ایرانیان تگزاس به میزانی است که در مورد آن یک کتاب چاپ شده‌است. از افراد شاخص کنونی یا سابق این گروه می‌توان به مهرنوش (خواننده)، سوزان روشن، هوشنگ انصاری، انوشه انصاری، شان دایوری، ایمان حاجی هاشمی و فریناز کوشانفر اشاره کرد. بسیاری از اینان همانند امید کوکبی، مصطفی چمران، کمال خرازی و ابراهیم یزدی از دانشگاهیان مقیم یا دانش‌آموختگان این ایالت بوده‌اند. حتی رضا پهلوی هم در پایگاه نیروی هوایی ریس (Reese Air Force Base) در لاباک دوره گذراند. اما بیشتر این افراد مقیم هیوستون بوده‌اند؛ جایی که بیست و پنج سال پیش (یعنی سال ۱۹۹۴) حدود ۵۰٬۰۰۰ نفر ایرانی در آن ساکن بود. سال ۲۰۰۶ شهردار هیوستون از فیلم Omar Khayam: The Keeper (به کارگردانی کیوان مشایخ ساکن این شهر) رسماً تقدیر کرد. در عرصه فرهنگی و انسان‌دوستی، نمایشگاه آثار هنرهای اسلامی موزه هنرهای عالی هیوستون توسط چند خانواده ایرانی حمایت مالی می‌شود. در این میان افرادی همانند هوشنگ انصاری از بنیانگذاران و حامیان مالی مؤسسه جیمز بیکر در دانشگاه رایس بوده‌اند خانواده ایشان از بزرگ‌ترین حامیان حزب جمهوری‌خواه آمریکا در ایالت تگزاس بوده‌اند؛ به‌ویژه اینکه با خانواده جرج بوش (بخصوص بوشِ پدر) روابط نزدیکی داشته‌اند؛ دیگر اینکه جشنواره فیلم ایرانی موزه هنرهای عالی هیوستون نزدیک به سی سال است که برگزار می‌شود.
از سوی دیگر در شمال تگزاس امروزه گفته می‌شود افزون بر ۳۰٬۰۰۰ ایرانی فارسی‌زبان در شهر دالاس (بدون احتساب مناطق حومه) سکونت دارند. این تعداد به غیر از ارامنه، کردها، افغان‌ها، آذربایجانی‌ها و دیگر اقوام ایرانیست که خود در تعداد انبوه در دالاس حضور دارند. برای نمونه خبرنامه هفتگی «شهروند دالاس» به‌صورت رایگان از سال ۱۳۷۸ تاکنون به‌طور مرتب منتشر می‌شود و نفوذ و اقتدار ایرانیان این ایالت به قدری‌ست که آوریل ۲۰۱۹ وزیر امور خارجه آمریکا مایک پومپئو پشت درهای بسته با افراد سرشناس جامعه ایرانیان آمریکا در دالاس دیدار و گفتگو کرد.
از آنجایی که هیل کانتری تگزاس بی‌شباهت به مناطق خوش‌آب‌وهوای زاگرس و خوزستان نیست، آستین و سن آنتونیو (هر کدام لااقل با بیش از ۳۰۰۰ ایرانی به‌طور تخمینی) تعداد زیادی مهاجر خوزستانی و شیرازی به‌خود جذب کرده‌است. ایرانیان شهرهای آستین و هیوستون از دیرباز (یعنی حتی قبل از انقلاب) جذب مشاغل شرکت‌های بزرگ نفتی و تجاری و صنایع پیشرفته فناوری پزشکی در آستین و هیوسون می‌شده‌اند. دانشگاه تگزاس در آستین و تگزاس ای اند ام حتی سالیان پس از انقلاب ایران از بزرگ‌ترین مراکز دانشگاهی برای تحصیلات تکمیلی ایرانیان مهاجر بوده‌است. شهر سن‌آنتونیو یکی از بزرگ‌ترین مراکز تعلیم پرسنل نیروی هوایی شاهنشاهی ایران بود و خلبانان ایرانی زیادی در پایگاه نیروی هوایی لاکلند دوره دیدند. در زمان انقلاب سال ۵۷، محمدرضا شاه پهلوی بهمراه همسرش فرح پهلوی نوامبر سال ۱۹۷۹ پس از ترک ایران، در این شهر به‌مدت دو هفته اقامت داشتند و از تجهیزات پزشکی یکی از مراکز درمانی نیروی هوایی این شهر بنام مرکز پزشکی ویلفورد هال جهت بهبودی حال شاه بهره جستند.

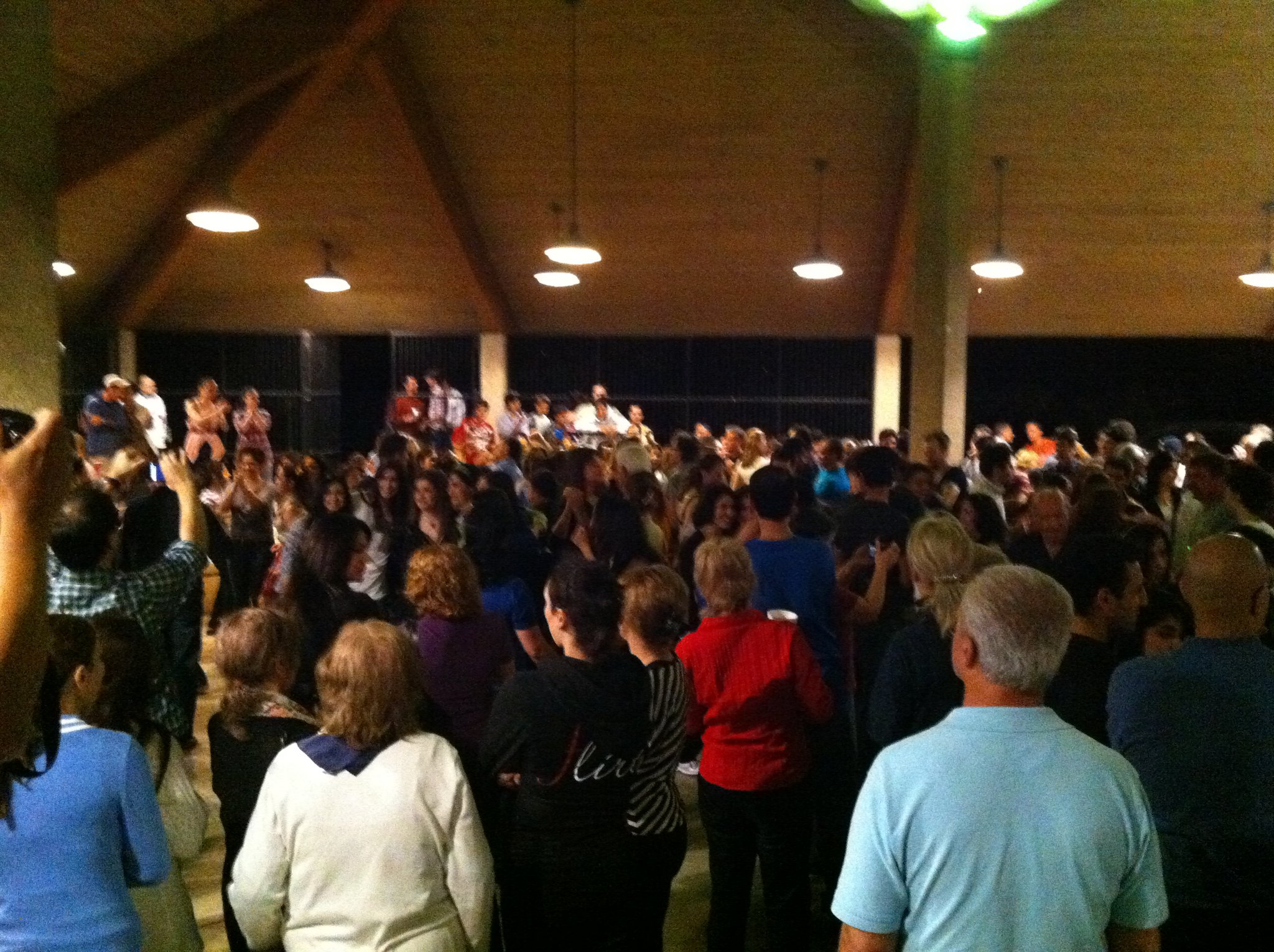
جشن و پایکوبی ایرانیان در آیین شب چهارشنبه سوری در یکی از پارکهای عمومی شهر سن آنتونیو.
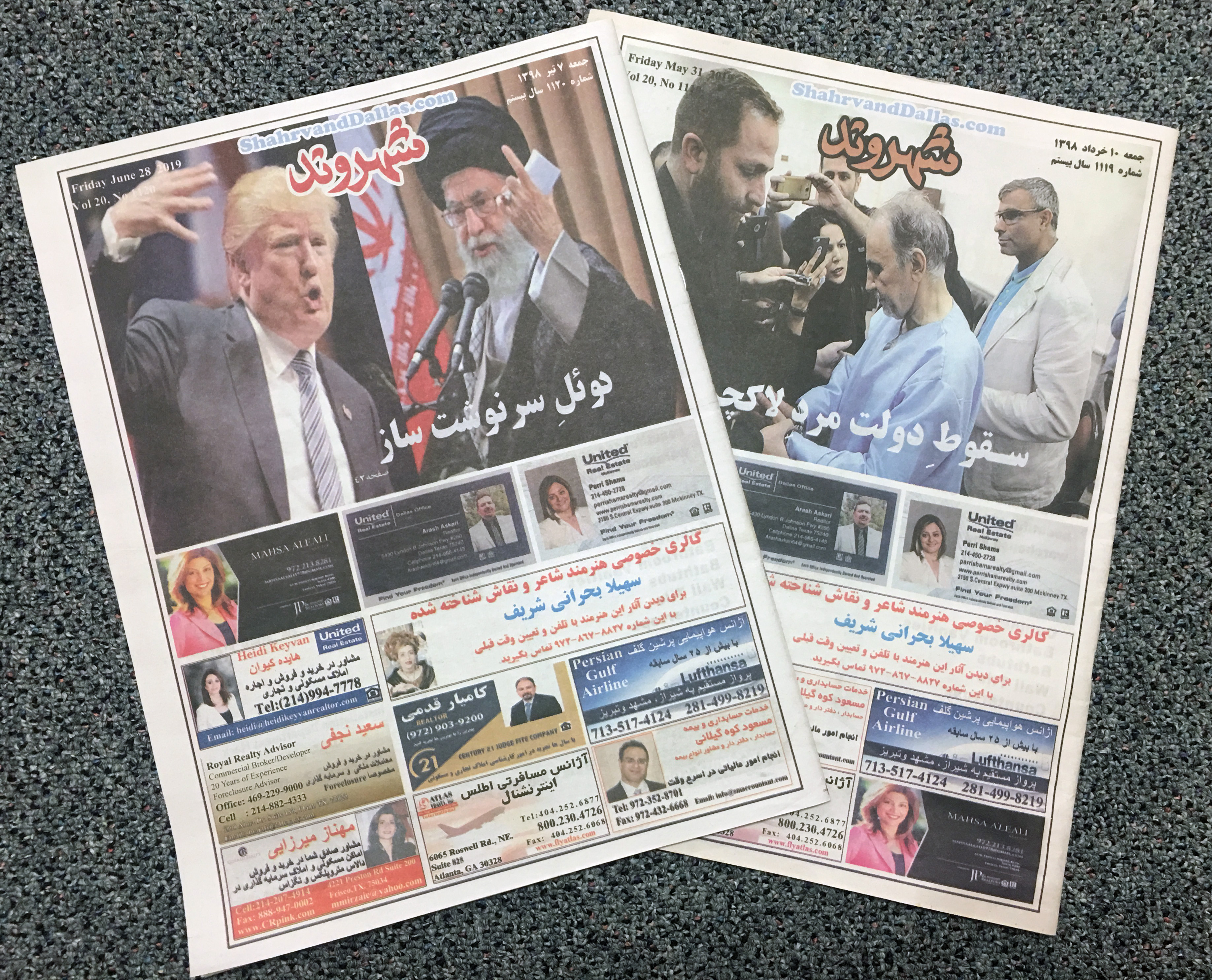
نشریه خبری-اجتماعی «شهروند» چاپ دالاس
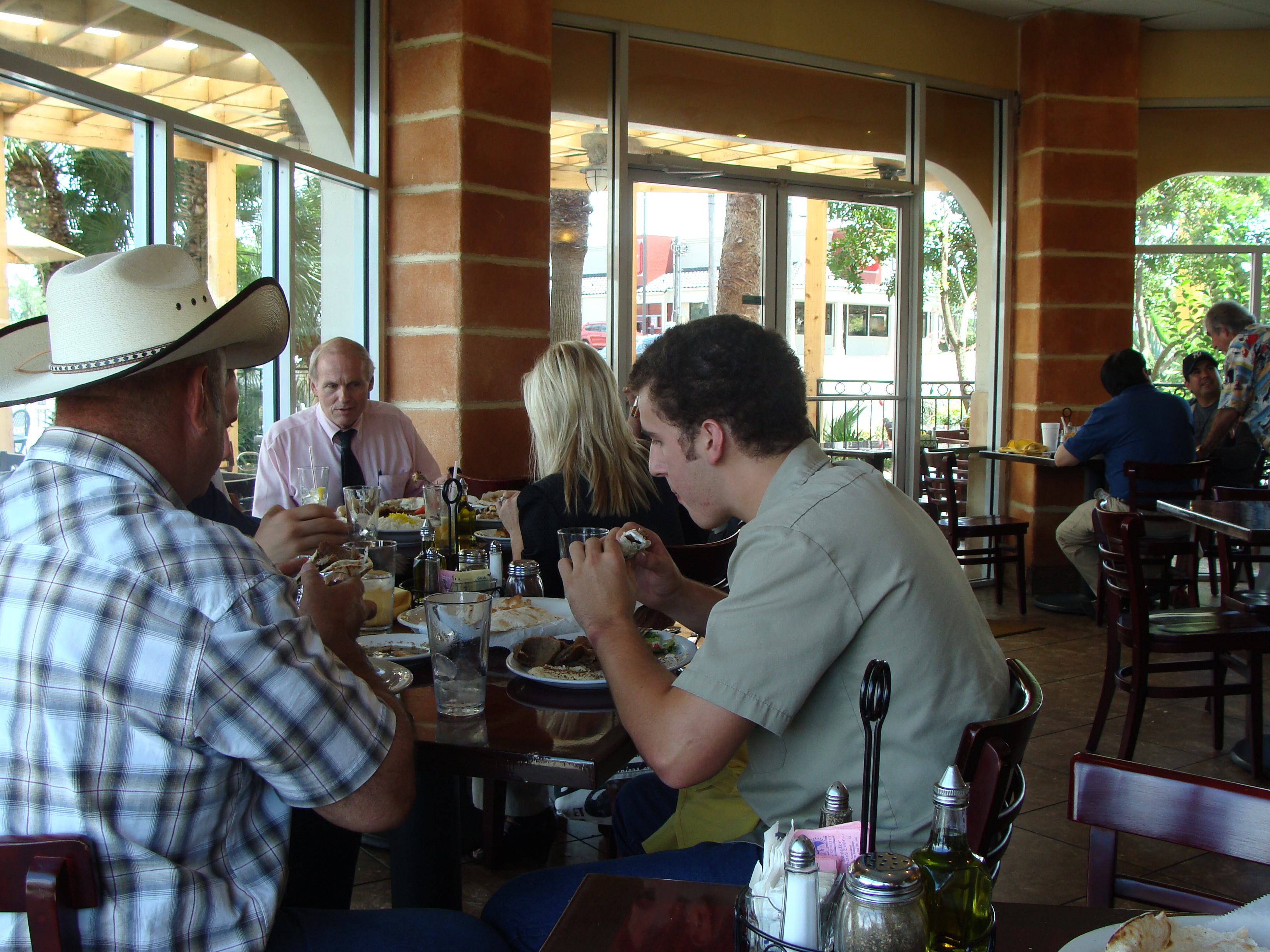
یک چلوکبابی در سن آنتونیو
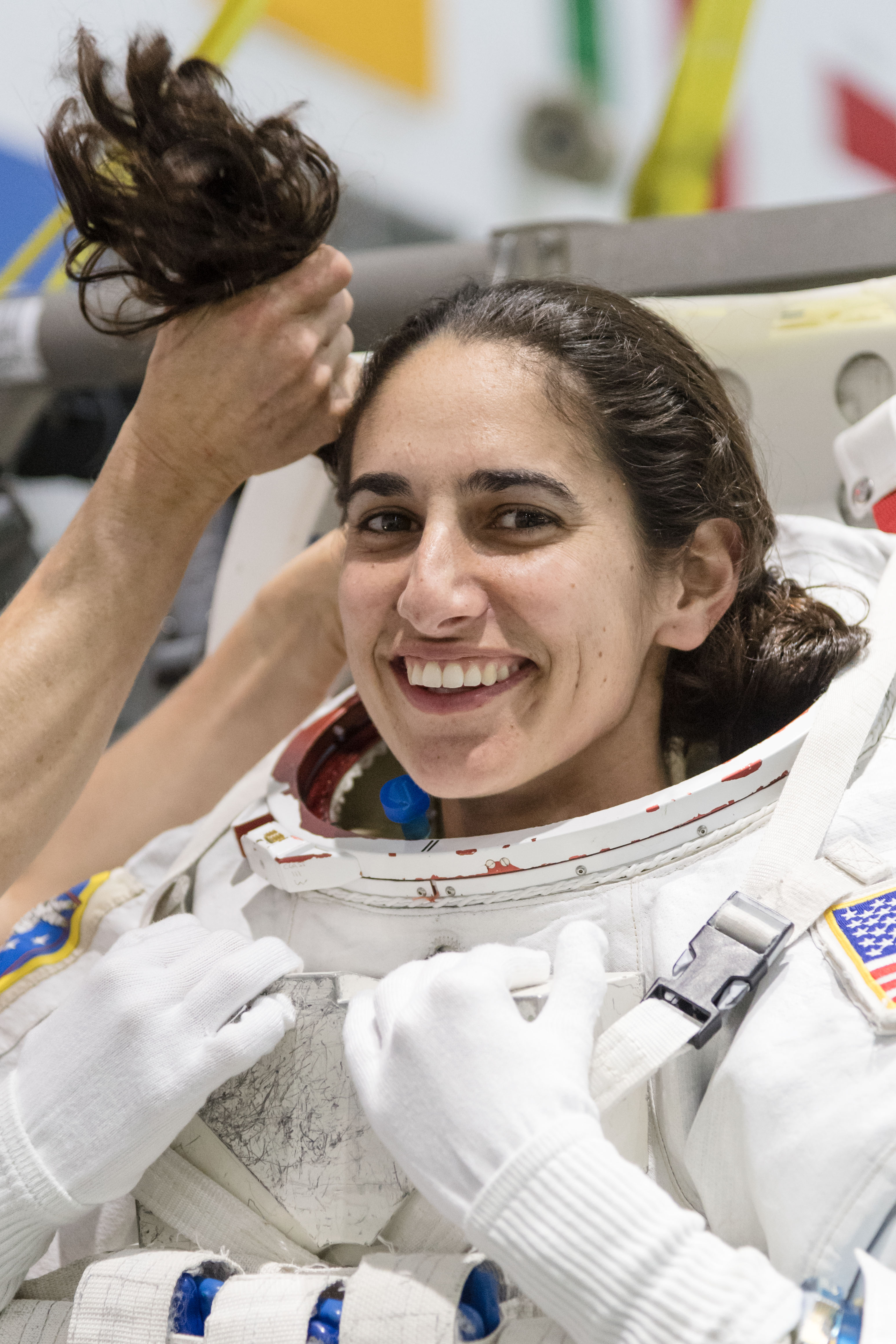
یاسمین مقبلی خلبان ناسا و مقیم تگزاس
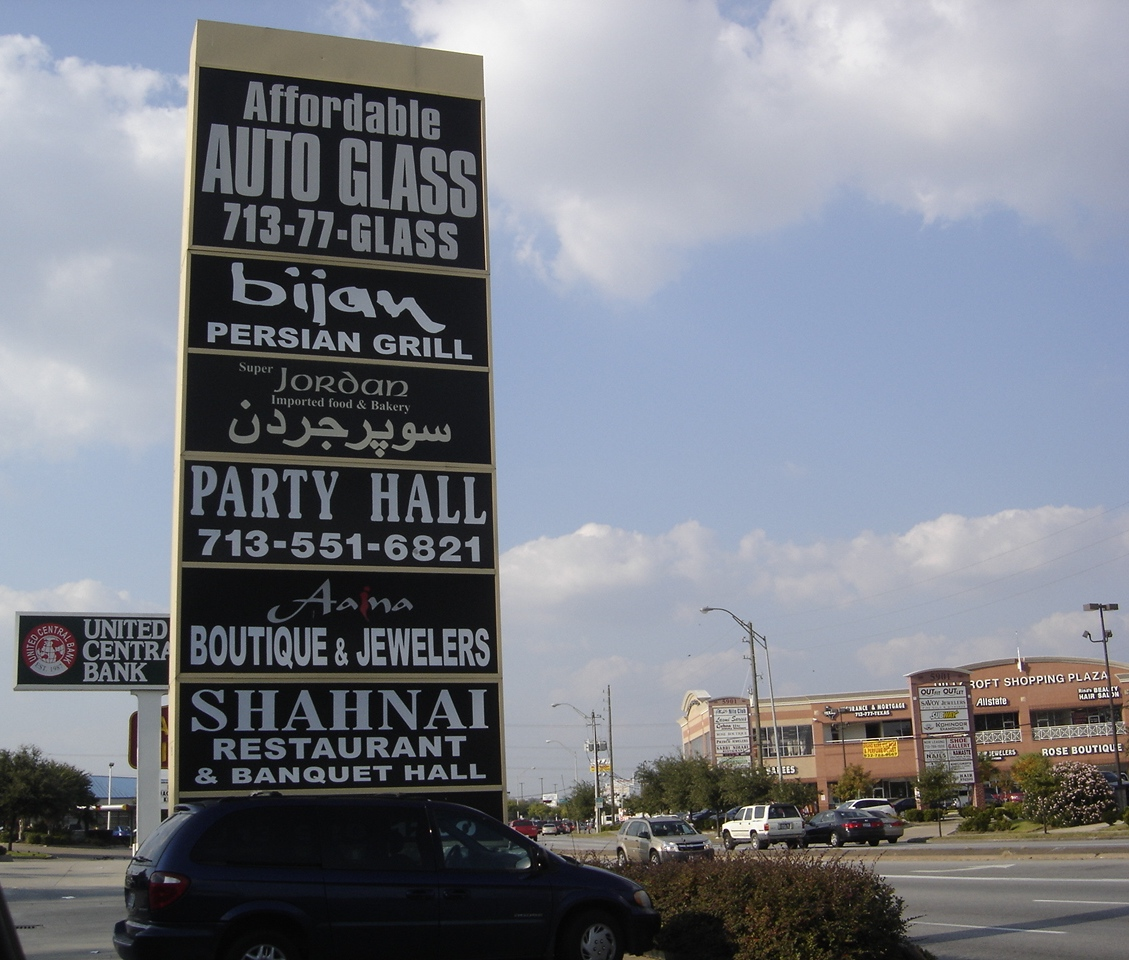
خیابانی در هیوستون. هیوستون به روایتی حدود ۷۰۰۰۰ ایرانی و ایرانی-تبار دارد.

## موفقیت
ایرانیان مقیم آمریکا، از تحصیلکرده‌ترین گروه‌های نژادی در کشور آمریکا محسوب می‌شوند.
طبق یکی از پژوهش‌های مؤسسه فناوری ماساچوست، این گروه مهاجر ۵۰٪ بالاتر از حد میانگین جامعه در ایالات متحده درآمد کسب می‌کنند و از گروه‌های موفق جامعه آمریکا محسوب می‌شوند. به‌گفته برخی منابع، سهم ایرانیان در اقتصاد ایالات متحده ۴۰۰ میلیارد دلار است.
بنابر آمار منتشر شده اداره آمار آمریکا در سرشماری سال ۲۰۰۰، نزدیک به ۲۷٪ ایرانیان آمریکایی دارای مدرک کارشناسی ارشد به بالا بودند که این میزان در میان گروه‌های مهاجر آمریکایی، ایرانیان را در جایگاه نخست قرار داده‌است. بیش از ۵۶٪ ایرانیان مقیم آمریکا دارای مدرک کارشناسی هستند که در میان ۶۷ گروه مهاجر آمریکا، ایرانیان در رتبه دوم قرار دارند.
اما از طرفی طبق گزارشی دیگر، تعداد دانشجویان ایرانی در مقاطع پیشرفته دانشگاهی در سال‌های اخیر سیر نزولی داشته‌است.

## حضور فعال در جامعه

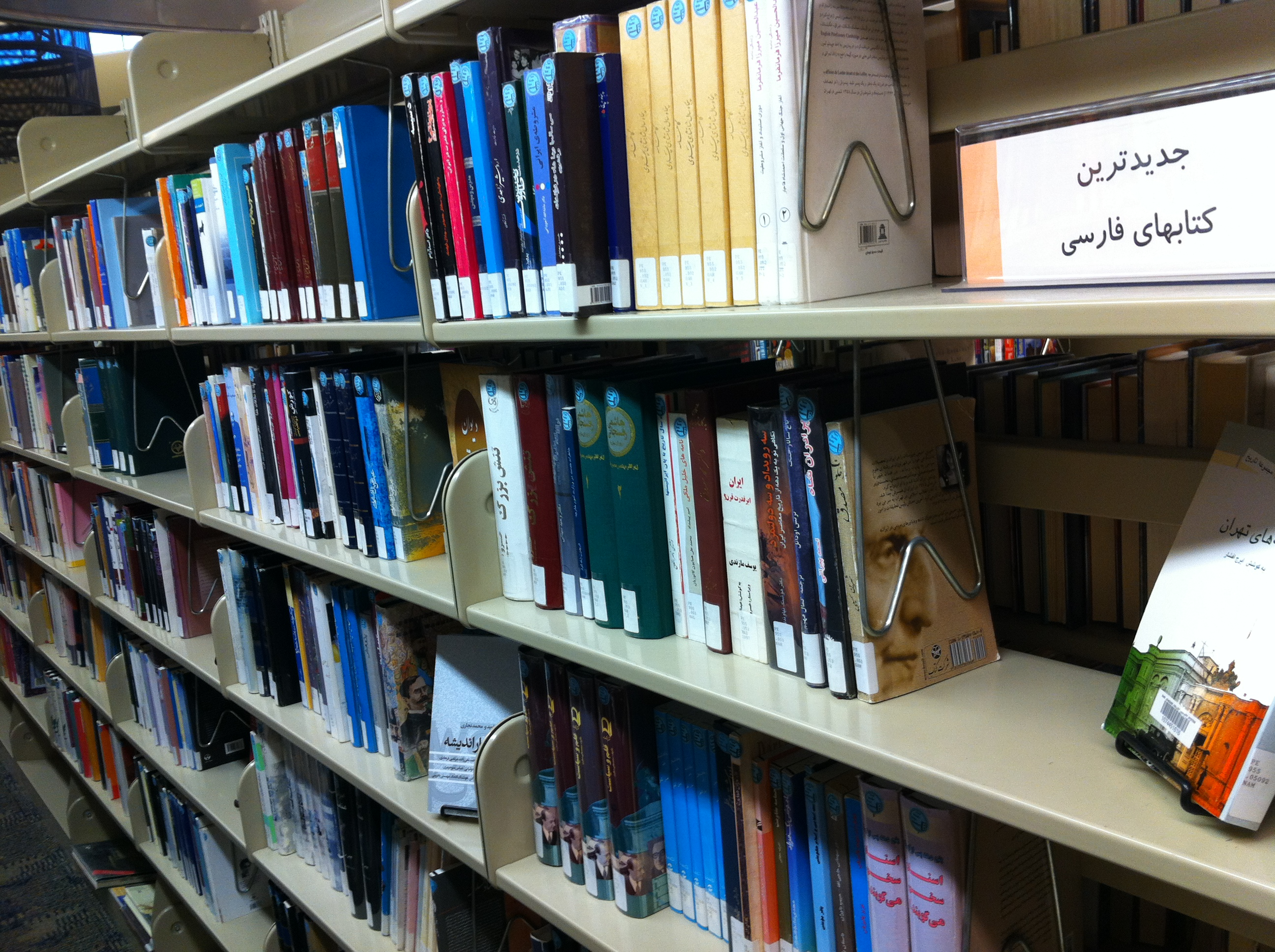
کتابخانه عمومی شهرستان فرزنو بقدری بازدیدکننده فارسی‌زبان دارد که کتابخانه مجهز به مخزن ویژه زبان فارسی است.

### مشاهیر
علاوه بر مشاهیر ایرانی-آمریکایی همانند پیر امیدیار، بیژن پاکزاد، فیروز نادری، لطفی‌زاده، شهره آغداشلو، آندره آغاسی، علی جوان، کامشاد کوشان، سینا تمدن (Apple computers)، امید کردستانی، رودابه بختیار (CNN)، کریستین امان‌پور، کاترین بل، مریم میرزاخانی و انوشه انصاری که بسیاری از مردم، به‌واسطهٔ اخبار رسانه‌ها آنان را می‌شناسند. بسیاری از ایرانیان آمریکا در سطوح شهری و در محل زندگی خود حضوری بسیار فعال داشته‌اند.

### سینما
در زمینه صنعت نمایش و فیلمسازی نیز می‌توان از داریوش خنجی مدیر فیلم‌برداری بسیاری از فیلم‌های موفق سینمای هالیوود، امیر مکری مدیر فیلم‌برداری تبدیل‌شوندگان: نیمه تاریک ماه، فرهاد صفی‌نیا فیلم‌نامه‌نویس و رامین جوادی آهنگساز معروف هالیوود و آهنگساز سریال‌های فرار از زندان، بازی تاج و تخت و باب یاری تهیه‌کننده سینمای هالیوود و مالک چهار شرکت تولید فیلم در کشور آمریکا نام برد.
شهردار هیوستون به افتخار فیلم میراث‌دار: افسانه عمر خیام ساخته کیوان مشایخ اهل هیوستون، ۲۶ ژوئن ۲۰۰۵ را روز میراث‌دار (Keeper Day) نامید.

### کارهای خیریه
برای نمونه، سال ۲۰۰۶ در تگزاس، گیتی و علی صابریون مقیم شهر هیوستون ۱۰ میلیون دلار آمریکا به مرکز سرطان ام. دی. اندرسون دانشگاه تگزاس اهدا کردند.
سال ۲۰۰۴، هوشنگ انصاری و شهلا انصاری با اهدای ۱۵ میلیون دلار، مرکز پژوهش‌های یاخته بنیادی را در دانشگاه کرنل تأسیس کردند.
در لس آنجلس دانشگاه کالیفرنیای جنوبی هم سال ۲۰۰۷ یک مهندس ایرانی یک اهدای خیریه ۱۷ میلیون دلاری داشت.
دانشگاه کالیفرنیا، ارواین هدیه‌ای ۳۰ میلیون دلاری از یک مرد ایرانی به نام «معراج» دریافت کرد.
در سانفرانسیسکو، دانشگاه ایالتی سان فرانسیسکو بزرگ‌ترین هدیه خود را از یک زوج دیگر ایرانی به‌نام ندا و مانی مشعوف به مبلغ ۱۰ میلیون دلار دریافت کرد.
بیمارستان میثاق سوئدی در شیکاگو دریافت‌کننده هدیه ۴ میلیون دلاری از یک ایرانی خیّر دیگر بود.
حتی دانشگاه ایالتی پورتلند به پاس هدیه ۸ میلیون دلاری فریبرز مسیح، دانشکده مهندسی خود را به‌نام او تغییر داد.

## دستور ترامپ برای بازداشت ایرانیان
طبق اسنادی که شورای روابط اسلام و آمریکا در سال ۲۰۲۱ افشا کرد، ترامپ پس از ترور قاسم سلیمانی دستور بازداشت هر ایرانی که قصد ورود به خاک آمریکا را داشت، صادر کرده بود. بر این اساس، تعداد زیادی از ایرانیان در بدو ورود بازداشت و بازجویی شدند.

## فعالیت‌ها و گروه‌های ایرانیان مقیم آمریکا
- انجمن پزشکی ایرانیان آمریکا
- پروژه دانشنامه ایرانیکا
- شورای ملی ایرانیان آمریکا
- اتحادیه روابط عمومی آمریکایی‌های ایرانی‌تبار
- شورای آمریکا-ایران

## نگارخانه

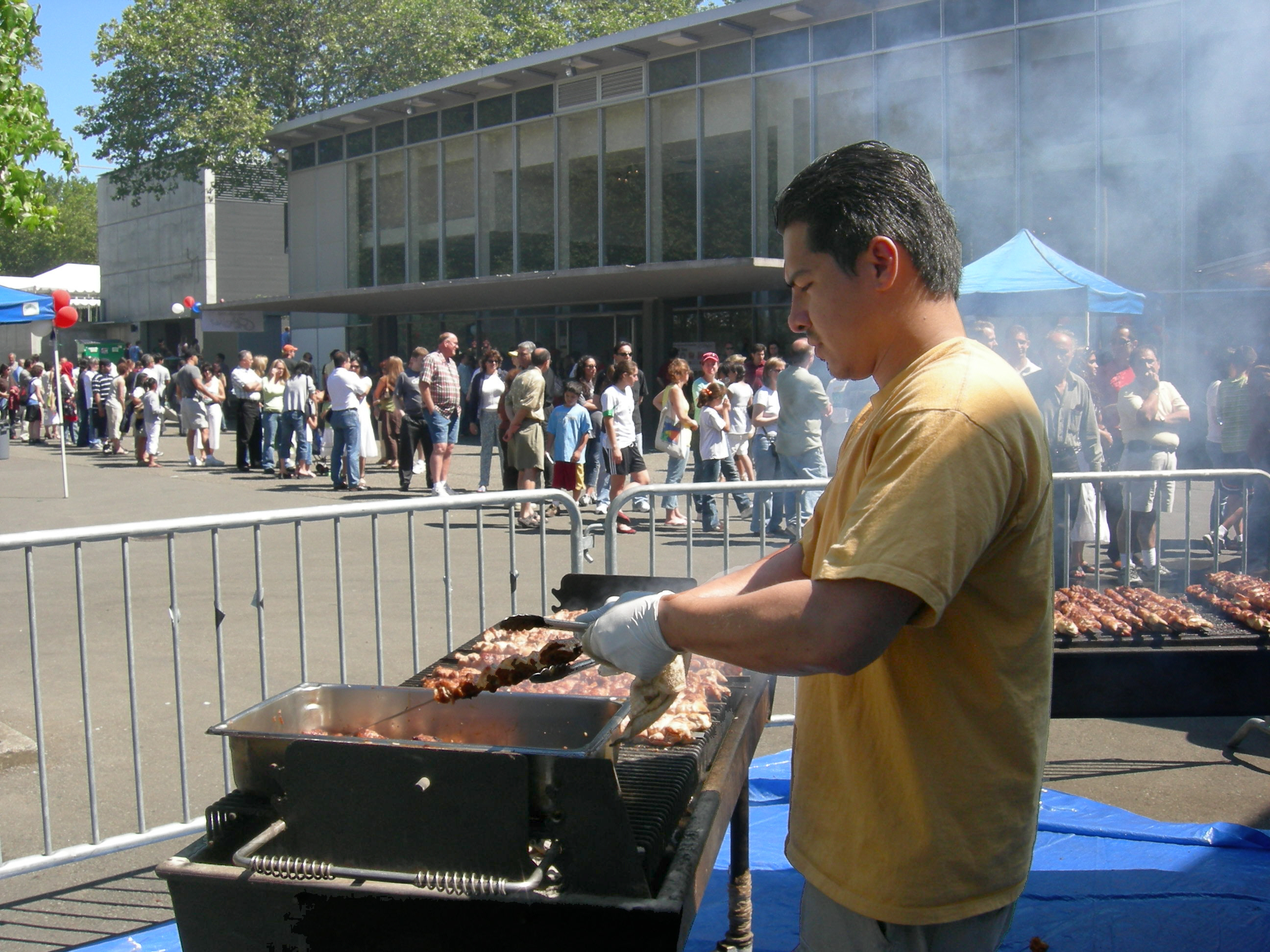
جشنواره فرهنگی ایرانیان مقیم سیاتل، واشینگتن
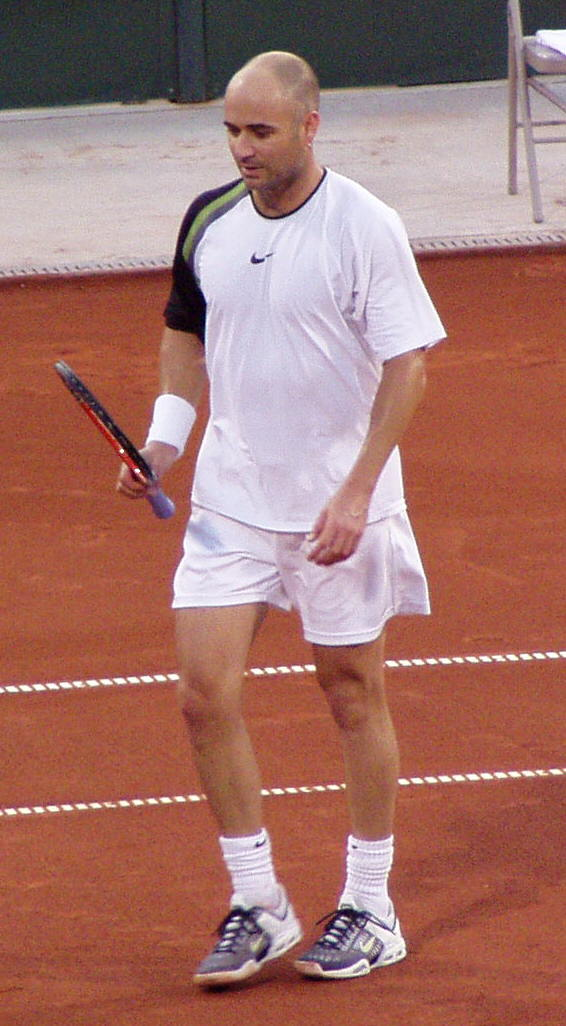
پدر آندره آغاسی عضو تیم ملی بوکس ایران بود.
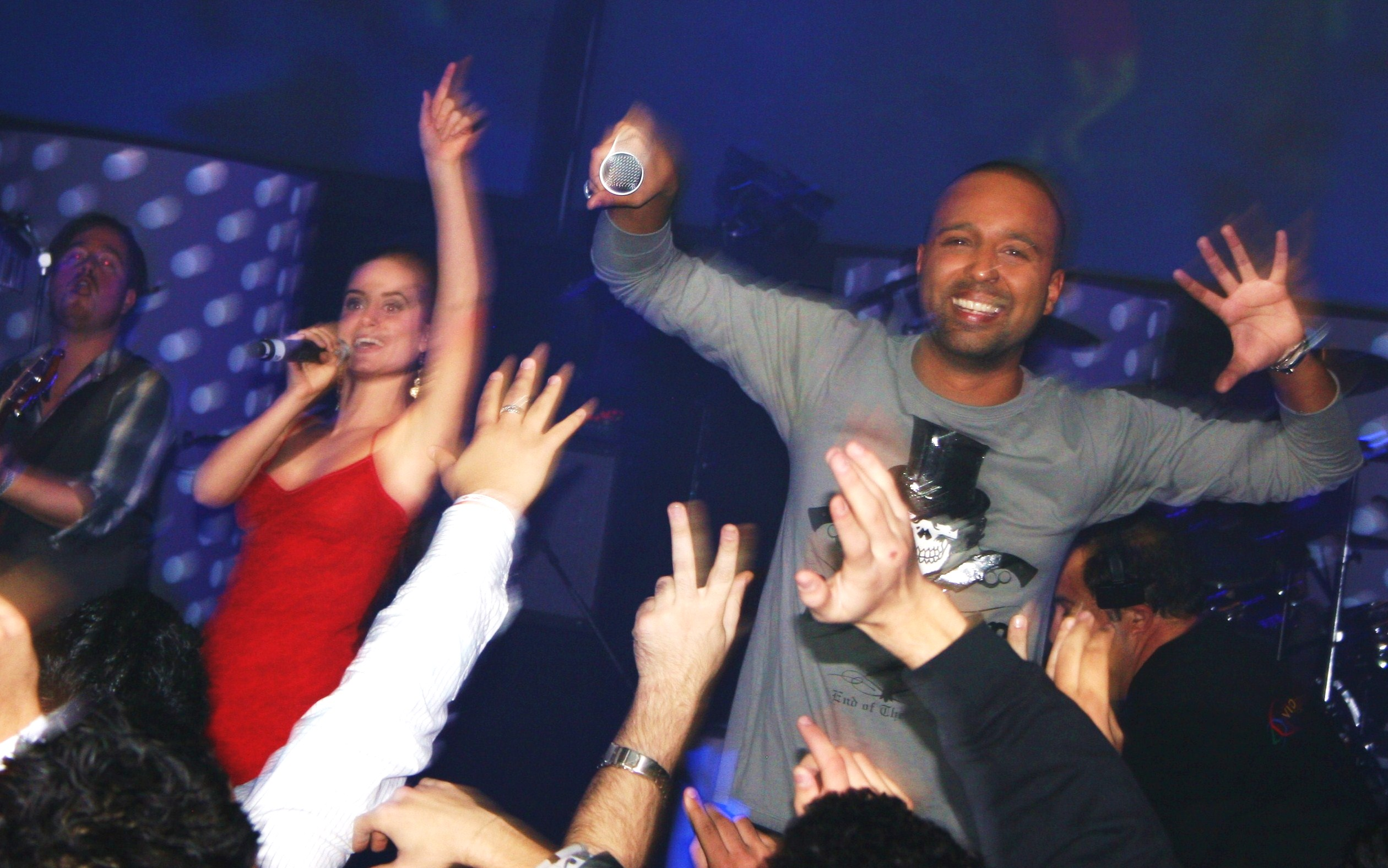
یک کنسرت ایرانیان آمریکا در لاس وگاس
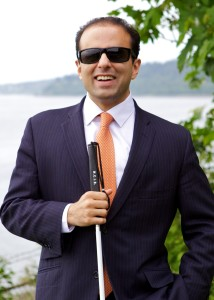
سیروس حبیب، معاون فرماندار ایالت واشینگتن
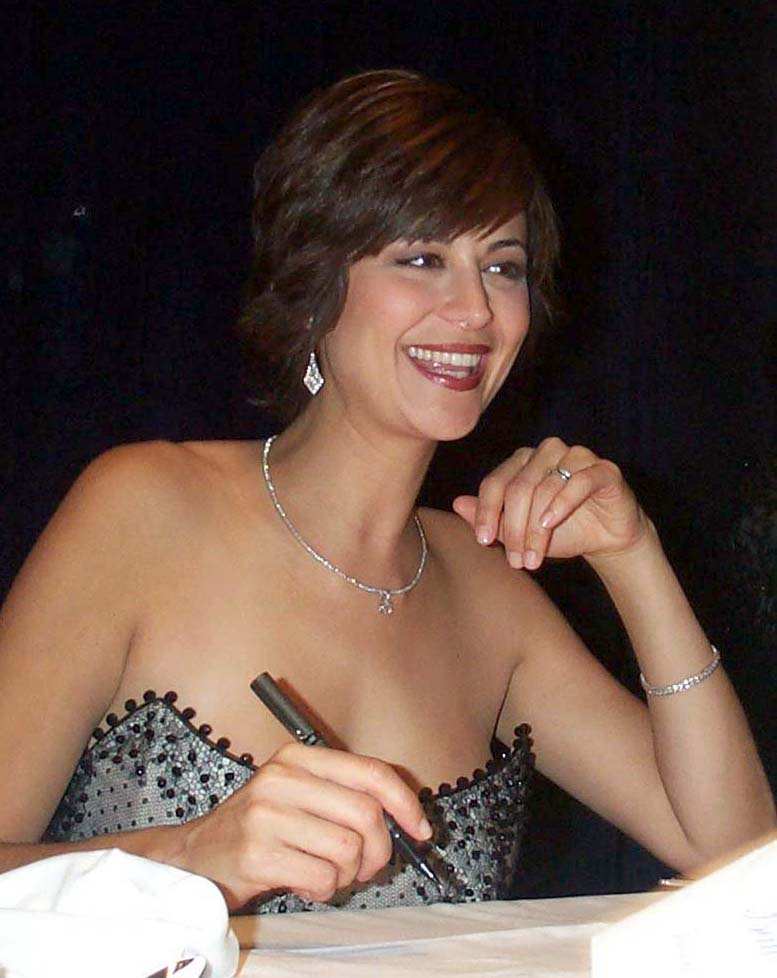
کاترین بل بازیگر اصلی سریال تلویزیونی JAG در شبکه‌های سراسری آمریکا. او نقش یک افسر ارتشی را بازی می‌کند.
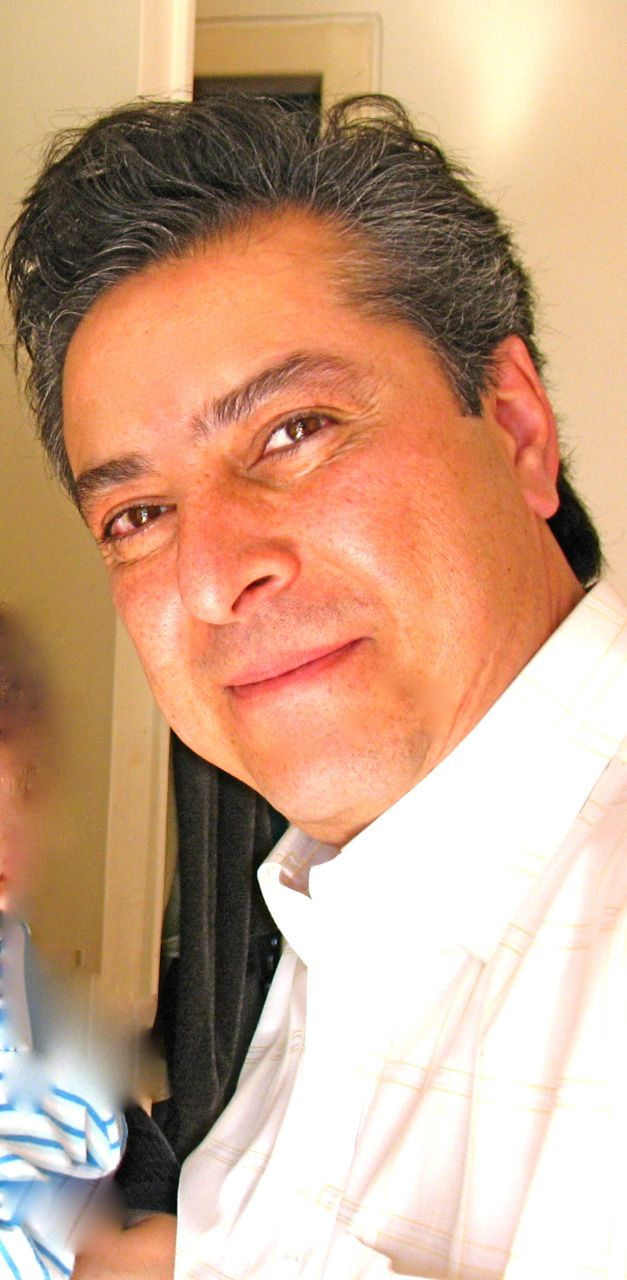
کامشاد کوشان نویسنده و کارگردان سینما
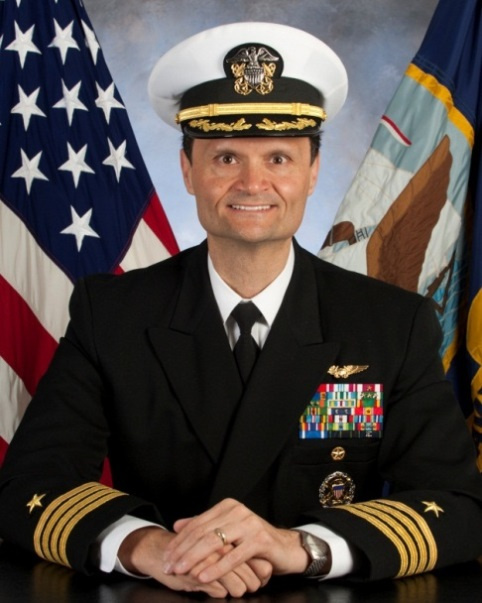
کیوان حکیمزاده ناخدای ناو جنگی یواس‌اس هری اس. ترومن
- اعتراضات ایرانیان لس‌آنجلس برای آزادی ایران ۲۰۲۲